# ウィリアム・ロバーツ
ウィリアム・ロバーツ（William "Bill" Roberts、1912年4月5日- 2001年12月5日)は、イギリスの陸上競技選手。1936年ベルリンオリンピックの金メダリストである。

## 経歴
イングランド西北部のランカシャー、サルフォード出身。
1934年のブリティッシュ・エンパイア・ゲームズに出場し、440ヤードでは、同じイングランドのゴドフリー・ランプリングに次いで2位となる。しかし4年後の同大会では440ヤードで金メダル、4×440ヤードリレーでも銀メダルを獲得した。
ロバーツは国内の大会でも、1935年と1937年の英国AAA選手権の440ヤードで優勝を果たしている。
1936年のベルリンオリンピックでは400mと440mリレーに出場し、400mでは4位となりメダルに手が届かなかったが、英国チームの第3走として出場した4×400mリレーでフレデリック・ウォルフ、ゴドフリー・ブラウンそしてランプリングとともに金メダルを獲得した。
第二次世界大戦では英国空軍に従軍し、戦後は競技に復帰。1946年のヨーロッパ選手権では4×400mリレーで銀メダルを獲得。1948年ロンドンオリンピックでは、英国陸上チームの主将として、400mと4×400mリレーに出場したが、ともに予選敗退という結果に終わった。
1949年に現役引退後は、マンチェスター・イブニング・ニュースのコラムニストとして活動した。